# NGC 6574
NGC 6574 est une galaxie spirale intermédiaire (barrée ?) située dans la constellation d'Hercule. Sa vitesse par rapport au fond diffus cosmologique est de 2 185 ± 8 km/s, ce qui correspond à une distance de Hubble de 32,2 ± 2,3 Mpc (∼105 millions d'al). NGC 6574 a été découverte par l'astronome allemand Albert Marth en 1863. Cette galaxie a aussi été observée par l'astronome français Édouard Stephan le 13 juillet 1876 et elle a été inscrite au New General Catalogue sous la désignation NGC 6610.
La classe de luminosité de NGC 6574 est II-III et elle présente une large raie HI. C'est aussi une galaxie active de type Seyfert 2. NGC 6574 émet dans l'infrarouge. Sa luminosité dans l'infrarouge lointain (de 40 à 400 µm) est égale à 4,57 × 1010 {\displaystyle L_{\odot }} (1010,66{\displaystyle L_{\odot }}) et sa luminosité totale dans l'infrarouge (de 8 à 1 000 µm) est de 6,31 × 1010 {\displaystyle L_{\odot }} (1010,80{\displaystyle L_{\odot }}).
À ce jour, une dizaine de mesures non basées sur le décalage vers le rouge (redshift) donnent une distance de 33,820 ± 7,577 Mpc (∼110 millions d'al), ce qui est à l'intérieur des valeurs de la distance de Hubble.

## Supernova
La supernova SN 2008eb a été découverte dans NGC 6574 le 7 juillet 2008 par R. Mostardi, W. Li et A. V. Filippenko dans le cadre du programme conjoint LOSS/KAIT (Lick Observatory Supernova Search de l'Observatoire de Lick et The Katzman Automatic Imaging Telescope de l'université de Californie à Berkeley). Cette supernova était de type Ib/c.

## Groupe de NGC 6574
Selon A. M. Garcia NGC 6570 fait partie d'un groupe de galaxies qui porte son nom. Le groupe de NGC 6574 renferme au moins quatre membres. Les trois autres galaxies du groupe sont NGC 6570, UGC 11168 et UGC 11141.
D'autre part, selon un article publié par Steven D. Peterson en 1979, NGC 6570 et NGC 6574 forment une paire de galaxies.